# عزيز واتارا محمد
عزيز واتارا محمد (مواليد 4 يناير 2001) هو لاعب كرة قدم من ساحل العاج يلعب في مركز المدافع أو خط الوسط في نادي جينك.

## وصلات خارجية
- عزيز واتارا محمد على موقع الاتحاد الأوربي (الإنجليزية)
- عزيز واتارا محمد على موقع اتحاد السويد (السويدية)
- عزيز واتارا محمد على موقع قاعدة بيانات كرة القدم.إي يو (الإنجليزية)
- عزيز واتارا محمد على موقع Soccerway.com (الإنجليزية)